# Jovellana guentheri
Jovellana guentheri är en toffelblomsväxtart som beskrevs av Kränzl.. Jovellana guentheri ingår i släktet Jovellana och familjen toffelblomsväxter. Inga underarter finns listade i Catalogue of Life.